# Мрясов, Сагит Губайдуллович
Сагит Губайдуллович Мрясов (баш. Мерәҫов Сәғит Ғөбәйҙулла улы, 1880—1932) — деятель Башкирского национального движения, член Башкирского Правительства, общественный и государственный деятель, краевед.

## Биография
Родился в 1880 году в деревне Мрясово Кипчакской волости Оренбургского уезда Оренбургской губернии (ныне село Мрясово Новосергиевского района Оренбургской области).
До 1914 года учился в медресе родной деревни, после стал муллой, а затем имамом. В 1914—1917 годах  был членом правления Союза кооперативов в Оренбурге.
После Февральской революции 1917 года активно включился в Башкирское национальное движение. Участвовал на 1-м Всероссийском съезде мусульман, проходивший с 1 по 10 мая 1917 года в Москве, где от имени башкир в нём участвовало 55 делегатов от Башкортостана. С июля 1917 года назначен заместителем председателя Башкирского правительства и первым редактором газет «Мухбир» и «Башкорт».
В 1917 году участвовал во всех Всебашкирских съездах, где был избран в состав предпарламента — Малого Курултая и Башкирского шуро (совета). В Башкирском правительстве отвечал за духовные дела в соответствии с решением этого съезда о создании самостоятельного Духовного управления мусульман Башкортостана.
В мае 1918 года временно возглавлял Башкирское правительство в период его пребывания в Челябинске.
Участвовал в работе Государственного совещания в Уфе, проходившего с 8 по 23 сентября 1918 года, и образовавшего Временное Всероссийское правительство, получившее название Уфимской Директории.
В июне 1919 года распоряжением Башревкома был назначен представителем Совета уполномоченных и в этом качестве в июне 1919 года направлен в Ток-Чуранский кантон для формирования кантвоенревкома.
По причине «активного носителя башкирского буржуазного национализма, поборника национал-автономизма», 19 мая 1919 года в Саранске был подвергнут аресту Башревкомом. 23 мая освобождён из заключения, хотя оставался под домашним арестом.
После возвращения из эвакуации и восстановления Башкирской АССР также не сумел сделать политическую карьеру. Решением Башревкома от 9 сентября назначен членом Тамьян-Катайского кантревкома. 15 сентября это решение было аннулировано и он был отозван в распоряжение Народного комиссариата внутренних дел АБСР «в качестве организатора».
Как работник указанного комиссариата, в конце сентября 1919 года оказался среди участников организационной конференции Яланского кантона, проходившего в селе Тангрикулово. Там выступил с основным докладом «О башкирском движении и деятельности Башревкома». Узнав об этом, Башревком дал распоряжение о «немедленном возвращении в город Стерлитамак», лишил его всех полномочий ведения работы от имени руководящего органа БАССР.
После ухода с государственной деятельности занимался преподавательской деятельностью, собирал материалы по истории Башкортостана. Участвовал в разработке нового башкирского алфавита на основе арабской графики, работал редактором журнала «Башҡорт аймағы».
Постановлением Президиума БашЦИК от 4 марта 1922 года причислен к выдающимся работникам просвещения. Опубликовал ряд статей, посвященных башкирской литературе и истории литературного языка, устно-поэтическому творчеству, этнографии.
В годы репрессий обвинялся в буржуазном национализме, подвергался гонениям.
Скончался в 1932 году в Стерлитамаке.

## Сочинения
- Историческое прошлое башкир // Краеведческий сборник. 1928. № 3, 4.
- Кешеләрҙең тәүге мәҙәниәте. Тел, hан, тамға, яҙыу hәм әлифбалар тыуыуы. Өфө, 1926.
- Башҡорт шәжәрәләре // Башҡорт аймағы. 1927. № 4.
- Башҡорт әҙәбиәтенең тыуышы hәм үҫеше // Башҡорт аймағы. 1928. № 5.